# ウィリアム・フリードキン
ウィリアム・フリードキン（William Friedkin、1935年8月29日 - 2023年8月7日） は、アメリカ合衆国の映画監督。

## 来歴
イリノイ州シカゴ出身。両親はウクライナからのユダヤ人移民。フリードキンの祖父や祖母、両親、親類はみな帝政ロシア下で起こった1903年のポグロムから逃れてきた人たちであった。
地元のセン高校に入学。高校時代は花形バスケット選手だったが、父親の死で大学進学をあきらめ、1955年、地元のテレビ局にメッセンジャーボーイとして入り、その後は数々の番組でアシスタントディレクターを務める。
1960年代に入りドキュメンタリーの監督などをして注目される。1962年のドキュメンタリー映画『人民対ポール・クランプ』は、無実の罪で死刑宣告をされていた黒人青年を描き、映画の影響で、彼が釈放されることになった。
1965年にハリウッドに移る。1967年、『ソニーとシェールのグッド・タイムス』（日本ではビデオのみ公開）で劇場映画の監督としてデビュー。
1970年、オフ・ブロードウェイのヒット舞台劇を映画化した『真夜中のパーティー』を監督。
1971年の『フレンチ・コネクション』は興行的、批評的に成功を収め、その年のアカデミー賞では作品賞を含む5部門に輝き、自身も監督賞を受賞。今日ではアメリカン・ニューシネマの傑作とされている。1973年の『エクソシスト』でも興行的成功と高い評価を獲得し、再びアカデミー賞にもノミネートされる。
しかし、多額の制作費をかけた1977年の次作『恐怖の報酬』（1953年の同名フランス映画のリメイク版）は興行・批評とも失敗に終った（しかし、現在では再評価されている）。その後も『クルージング』や『L.A.大捜査線/狼たちの街』『英雄の条件』『キラー・スナイパー』など物議を醸す作品を発表している。
2000年代からは、オペラの演出も手掛けていた。
2018年製作のフランチェスコ・ツィッペル監督のイタリア映画『フリードキン・アンカット』（原題：Friedkin Uncut）は、フリードキンの映画人生をインタビューで聞く、ドキュメンタリー映画であった。
2023年8月7日、アメリカ合衆国カリフォルニア州ロサンゼルスの自邸に於いて、肺炎と心不全の併発症により死去。87歳没。

## 人物
『クルージング』を日本で配給した東映洋画の招きで1980年11月に来日。根っこからの日本と日本映画びいきで、日本映画では深作欣二監督の『仁義なき戦い』や今村昌平監督の『復讐するは我にあり』をお気に入りとしており、来日した際に深作欣二監督と対談している。また、『仁義なき戦い』の海外版DVDがリリースされた際に特典映像にてコメントを残している。東映がヤクザ映画を得意とする会社ということもよく知っており、東映洋画の宣伝マンを「ヤクザ、ヤクザ」と呼び、周囲を困惑させた。

## フィルモグラフィ

### 長編劇映画
- ソニーとシェールのグッド・タイムス Good Times（1967年）
- 誕生パーティー The Birthday Party（1968年）
- 警察がミンスキー劇場をガサ入れした夜 The Night They Raided Minsky's（1968年）
- 真夜中のパーティー The Boys in the Band（1970年）
- フレンチ・コネクション The French Connection（1971年）
- エクソシスト The Exorcist（1973年）
- 恐怖の報酬 Sorcerer（1977年）
- ブリンクス The Brink's Job（1978年）
- クルージング Cruising（1980年）
- 世紀の取り引き Deal of the Century（1983年）
- L.A.大捜査線/狼たちの街 To Live and Die in L.A.（1985年）[注 1]
- ランページ/裁かれた狂気 Rampage（1987年）
- ガーディアン/森は泣いている The Guardian（1990年）
- ハード・チェック Blue Chips（1994年）
- ジェイド Jade（1995年）
- 英雄の条件 Rules of Engagement（2000年）
- ハンテッド The Hunted（2003年）
- BUG/バグ Bug（2006年）
- キラー・スナイパー Killer Joe（2011年）
- The Caine Mutiny Court-Martial（2023年）※遺作、死後に公開

### テレビなど
- Walk Through The Valley（1960年） - 教会PR映画
- The People vs. Paul Crump（1962年） - テレビドキュメンタリー
- The Bold Men（1965年） - テレビドキュメンタリー
- The Alfred Hitchcock Hour[7] シーズン3 第29話 "Off Season"（1965年） - テレビドラマ
- Pro Football: Mayhem on a Sunday Afternoon（1965年） - テレビドキュメンタリー
- The Thin Blue Line（1966年） - テレビドキュメンタリー
- Pickle Brothers（1967年） - テレビ映画
- Fritz Lang Interviewed by William Friedkin（1975年） - 長編ドキュメンタリー
- Self Control（1984年） - ローラ・ブラニガンのミュージックビデオ
- 新トワイライト・ゾーン シーズン1 第4話「帰還兵」"Nightcrawlers"（1985年） - テレビドラマ
- To Live and Die in LA（1985年） - ワン・チャンのミュージックビデオ
- Somewhere（1985年） - バーブラ・ストライサンドのミュージックビデオ
- C.A.T.スクワッド/対ゲリラ特別襲撃班 C.A.T. Squad（1986年） - テレビ映画
- C.A.T.スクワッド2/国際テロパイソン・ウルフの挑戦状 C.A.T. Squad: Python Wolf（1988年） - テレビ映画
- 新ハリウッド・ナイトメア シーズン4 第3話「マジック・タトゥー」"On a Deadman's Chest"（1992年） - テレビドラマ
- ゲッタウェイ!エンジェル Rebel Highway Jailbreakers（1994年） - テレビ映画
- 12人の怒れる男 評決の行方 12 Angry Men（1997年） - テレビ映画
- The Painter's Voice（2007年） - 短編ドキュメンタリー
- CSI:科学捜査班 シーズン8 第9話「アルカポネの椅子」"Cockroaches"（2007年） - テレビドラマ
- CSI:科学捜査班 シーズン9 第18話「オグンのいけにえ」"Mascara"（2009年） - テレビドラマ、通算200話記念作品
- 悪魔とアモルト神父 現代のエクソシストThe Devil and Father Amorth（2017年） - 中編ドキュメンタリー